# Peter Bollhagen
Peter Bollhagen (* 30. Juni 1959 in Bremen) ist ein deutscher Politiker (FDP) und Unternehmer.

## Biografie

### Familie, Ausbildung und Beruf
Bollhagen ist der Sohn des Unternehmers Klaus Bollhagen und seiner Frau Karla Bollhagen. Er besuchte die Grundschule in Bremen, Lothringer Straße und danach das Gymnasium am Barkhof. Nach dem Tode seines Vaters verließ er das Gymnasium und trat in das elterliche Unternehmen ein.
Er absolvierte eine kaufmännische Berufsausbildung bei der Lack- und Farbenfabrik Suding & Soeken und eine Malerlehre. 1983, nach der Meisterprüfung in Bremen, wurde er geschäftsführender Gesellschafter des bis dahin von seiner Mutter geleiteten Unternehmens. Das Unternehmen Otto Bollhagen musste später Insolvenz anmelden. Danach begann seine Zusammenarbeit mit Wolfgang Pero im Malerbetrieb Pero + Partner in Bremen.

### Politik
1979 wurde Bollhagen Mitglied der FDP. Er war Mitbegründer der Jungen Liberalen in Bremen und war lange Jahre deren Landesvorsitzender.
Er gehörte der Bremischen Bürgerschaft von 1987 bis 1994 an. Vom April 2002 bis zum August 2003 war er Stellvertretender Vorsitzender der FDP in Bremen, anschließend bis zum Juli 2006 FDP-Vorsitzender. Seit April 2012 ist er Schatzmeister des FDP-Landesverbandes Bremen.

### Weitere Mitgliedschaften
1985 trat Bollhagen dem Bundesverband Junger Unternehmer (BJU) bei. 2000 wechselte er zur Arbeitsgemeinschaft Selbständiger Unternehmer (ASU). 2005 wurde er Vorstandsmitglied, 2006 zunächst kommissarischer, seit 2007 ordentlicher Regionalkreisvorsitzender der ASU in Bremen. Seit März 2012 ist er Landesvorsitzender der ASU.